# Nacionalanarquismo

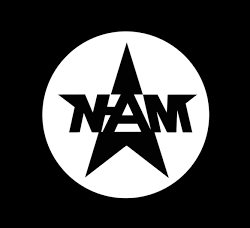
Bandera del movimiento nacionalanarquista.

El nacionalanarquismo, anarconacionalismo, anarquismo nacionalista o nacionalismo anarquista es una ideología nacionalista tercerposicionista que aboga por el separatismo, el etnonacionalismo, el antiglobalismo, la autodeterminación de los pueblos y la abolición de todo tipo de estado. El nacionalanarquismo contrasta tanto con el nacionalismo de estado como con el anarquismo internacionalista. Los nacionalanarquistas sincretizan el nacionalismo étnico neotribal con el anarquismo filosófico, principalmente en su apoyo a una sociedad sin Estado basada en la existencia de una nación natural, cultural o étnica preexistente al mismo. La principal innovación ideológica del nacionalanarquismo es su ultranacionalismo palingenético antiestatal. Los nacionalanarquistas abogan por comunidades homogéneas en lugar del Estado nación. Los nacionalanarquistas afirman que aquellos de diferentes grupos étnicos, en un contexto de autodeterminación, serían libres de desarrollarse por separado en sus propias formaciones siguiendo sus valores tradicionales sin la opresión de un agente homogeneizado global.
Aunque el término nacionalanarquismo se remonta a la década de 1920, el movimiento nacionalanarquista contemporáneo ha sido propuesto desde finales de la década de 1990 por el activista político británico Troy Southgate, quien lo posiciona como «más allá de la izquierda y la derecha». Los académicos que han estudiado el nacionalanarquismo concluyen que representa una evolución adicional en el pensamiento de la derecha radical en lugar de una dimensión completamente nueva en el espectro político. El nacionalanarquismo es considerado por los anarquistas como un cambio de marca del fascismo y un oxímoron debido a la contradicción inherente de la filosofía anarquista del antifascismo, la oposición a la jerarquía y el apoyo a la igualdad universal entre diferentes nacionalidades como incompatible con la idea de una síntesis entre anarquismo y fascismo. 
El nacionalanarquismo ha suscitado escepticismo y abierta hostilidad tanto de críticos de izquierda como de extrema derecha. Esto lleva a considerar a este movimiento, en suma a la autoproclamación de los propios nacionalanarquistas, como un movimiento de tercera posición inclasificable dentro del espectro político convencional.  Los críticos acusan a los nacionalanarquistas de no ser más que racistas o etnonacionalistas que promueven una forma comunitaria y racialista de separatismo étnico y racial mientras quieren la elegancia militante de llamarse a sí mismos anarquistas sin el bagaje histórico y filosófico que acompaña a tal afirmación, incluida la filosofía anarquista igualitaria antirracista y las contribuciones de los anarquistas judíos. Algunos académicos son escépticos de que implementar el nacionalanarquismo resultaría en una expansión de la libertad y lo describen como un antiestatismo autoritario que resultaría en autoritarismo y opresión, solo en una escala menor.

## Historia
El término nacionalanarquista se remonta a la década de 1920, cuando Helmut Franke, un escritor conservador alemán, lo utilizó para describir su postura política. Sin embargo, serían los escritos de otros miembros del movimiento revolucionario conservador como Ernst Jünger los que luego proporcionarían la base filosófica del movimiento nacionalanarquista contemporáneo. Keith Preston, una influencia en el movimiento nacionalanarquista estadounidense, "combina influencias basadas en Estados Unidos" como "movimientos libertario, derechistas cristianos, neonazis y patriotas en los Estados Unidos" con ideas extraídas de la tradición europea de la Nueva Derecha, un vástago "descentralista de derecha" del "fascismo clásico" y del movimiento revolucionario conservador alemán de las décadas de 1920 y 1930, cuyas figuras "influyeron pero en su mayoría se mantuvieron fuera del movimiento nazi".
A mediados de la década de 1990, Troy Southgate, exmiembro del Frente Nacional de extrema derecha británico y fundador de la Tercera Posición Internacional, comenzó a alejarse del strasserismo y el distributismo católico hacia la anarquía posizquierda y el anarquismo verde primitivista articulado en el libro de Richard Hunt de 1997 "Para poner fin a la pobreza: El hambre de la periferia por el núcleo". Sin embargo, Southgate fusionó su ideología con el conservadurismo tradicionalista radical del esoterista italiano Julius Evola y el etnopluralismo y el nacionalismo paneuropeo del filósofo francés de Nouvelle Droite Alain de Benoist para crear una nueva forma de nacionalismo revolucionario llamado "nacionalanarquismo".
Graham D. Macklin escribe que, aunque «a primera vista, la 'locura total' de este sincretismo ideológico incongruente podría descartarse como poco más que un intento quijotesco de clavar una clavija cuadrada en un agujero redondo o un acto travieso de dadaísmo fascista». El «nacionalanarquismo» aparece como una de las muchas respuestas grupales a la globalización, antipatía popular hacia la que Southgate trató de aprovechar alineando la FRN (Facción Revolucionaria Nacional) con el resurgimiento del anarquismo, cuyos héroes y lemas arrogaba, y cuyas sofisticadas críticas a las instituciones y capitalistas globales, absorbió el poder estatal y, en el caso del artista anarquista Clifford Harper, cuya imaginería evocadora se apropió "indebidamente".
Southgate afirmó que su deseo de una "Inglaterra mono-racial" no era "racista" y que buscaba "etnopluralismo (es decir, apartheid racial) para defender la cultura blanca indígena de la 'muerte' de la sociedad multirracial". Al afirmar defender la "diversidad humana", Southgate abogó por la "repatriación humana" y también por "el reordenamiento del mundo de acuerdo con bloques de color racialmente segregados" y "una política radical de descentralización económica y política" en la que las regiones del Reino Unido "pudieran gobernarse de acuerdo con los principios económicos del distributismo católico y un esquema de redistribución de la riqueza inspirado en el sistema gremial medieval". El consiguiente crecimiento de la empresa privada y la propiedad común de los medios de producción pondría fin a la "guerra de clases" y, ergo, a la raison d'être para el marxismo, y también alentaría "una economía nacionalista orgánica aislada de la intervención extranjera". Políticamente, "las regiones se regirían por el concepto de 'gobierno popular' ensalzado por Gadafi". La restauración resultante de la libertad económica y política restablecería el vínculo entre 'sangre y suelo', lo que permitiría a la gente superar 'la marea de La inmundicia maligna y liberal que ahora se extiende por todo nuestro continente'. "Se mantendría la 'ley natural' y se prohibiría el aborto, la mezcla de razas y la homosexualidad".
Acerca de la visión de Southgate de la cultura occidental, Graham D. Macklin escribe que está "saturada de un profundo pesimismo templado por la creencia optimista de que sólo mediante una" derrota total y absoluta "se puede borrar el materialismo tibio y reemplazarlo por la" edad de oro " de la tradición evoliana: un regreso de los gibbelinos de la Edad Media o el 'imperium medieval' del Sacro Imperio Romano Germánico antes de que colapsara en la 'lucha interna' y las 'travesuras imperialistas' del estado-nación ". El deseo de Southgate "de crear una identidad völkisch descentralizada tiene sus raíces en el fermento ideológico que se apoderó del National Front News y Nationalism Today en la década de 1980".
En 1998, inspirado por los conceptos del soldado político y la resistencia sin líder, Southgate formó la Facción Revolucionaria Nacional (FRN) como un sistema celular clandestino de revolucionarios profesionales que conspiraban para derrocar al estado británico. La NRF enfatizó que esta era una "estrategia altamente militante" y advirtió que algunos miembros solo pueden financiar la organización. Southgate afirma que el FRN participó en las protestas contra la vivisección en agosto de 2000 junto con los saboteadores de la caza y el Frente de Liberación Animal siguiendo una estrategia de entrismo,  pero su única acción pública conocida bajo el nombre nacionalanarquista fue celebrar una feria de herejes anarquistas en octubre de 2000 en la que participaron varios grupos marginales. Después de que una coalición de antifascistas y anarquistas verdes impidieran que se llevaran a cabo tres eventos más en 2001, Southgate y la FRN abandonaron esta estrategia y se retiraron a difundir sus ideas en foros de Internet. La FRN había sido consciente desde hace mucho tiempo del poder puente de Internet que le proporcionó un alcance e influencia hasta ahora no disponibles para la derecha groupuscular. Aunque Southgate disolvió el grupo en 2003, la FRN se convirtió en parte de la derecha radical euroamericana, una comunidad virtual de extremistas de derecha europeos y estadounidenses que buscan establecer una nueva identidad pannacional y etnoreligiosa para todas las personas que creen que pertenecen a la Unión Europea, es decir, la "raza aria".
Poco después, Southgate y otros asociados de NRF se involucraron con Synthesis, la revista en línea de un foro llamado Cercle de la Rose Noire que buscaba una fusión de antiestatismo, metapolítica y ocultismo con las preocupaciones contemporáneas de los movimientos ambientales y de justicia global. A través de las subculturas musicales (escenas musicales del black metal y neofolk) y la creación de zonas autónomas permanentes para las comunas neo-völkisch, los nacional-anarquistas esperan difundir sus ideas subversivas en toda la sociedad para lograr la hegemonía cultural. La idea nacionalanarquista se ha extendido por todo el mundo a través de Internet, con la ayuda de grupos como el Thule-Seminar, que creó sitios web en la década de 1990. En los Estados Unidos, solo se han establecido unos pocos sitios web, pero ha habido una tendencia hacia un aumento constante.

## Ideología
El concepto revolucionario conservador de Anarch tal como lo articuló el filósofo alemán Ernst Jünger es fundamental para el nacionalanarquismo. Los nacionalanarquistas enfatizan que el "nacionalismo artificial" del Estado nación al que afirman oponerse debe distinguirse del "nacionalismo natural" primordial del pueblo (volk), que creen que en sus expresiones más consistentes es un legítimo rechazo de ambos dominación (imperialismo) y dominación interna (estatismo). Los nacionalanarquistas ven el "capitalismo global estadounidense", el consumismo, la globalización, la inmigración, el liberalismo, el materialismo, la modernidad, el multiculturalismo y el neoliberalismo como las causas principales del declive social de las naciones y la identidad cultural. Proponen una alianza estratégica e ideológica de nacionalistas y separatistas étnicos de todo el mundo para resistir el Nuevo Orden Mundial: la globalización. La compatibilidad de estos postulados con el anarquismo es la creencia en que en un contexto de autodeterminación no globalizado esta sería la forma en la que los distintos pueblos libremente se organizarían, por lo que se está completamente en contra del intervencionismo en el extranjero como parte de la política exterior de una sociedad política.
El nacionalanarquismo expresa el deseo de reorganizar las relaciones humanas con énfasis en reemplazar las estructuras jerárquicas del estado y el capitalismo con la toma de decisiones de la comunidad local tradicional, distinta en cada comunidad étnica. Sin embargo, los nacionalanarquistas enfatizan la restauración del "orden natural" y apuntan hacia un orden social descentralizado donde cada nueva tribu construye y mantiene una zona autónoma permanente para una comuna autosuficiente que es políticamente meritocrática, económicamente precapitalista, ecológicamente sostenible, social y culturalmente tradicional. Afirmando el derecho a la diferencia, los nacionalanarquistas defienden públicamente un modelo de sociedad en el que las comunidades que desean practicar el separatismo racial, étnico, religioso y / o sexual puedan coexistir pacíficamente junto a comunidades mixtas o integradas sin necesidad de la fuerza. Los nacionalanarquistas afirman que las "zonas autónomas nacionales" (ZAN) podrían existir con sus propias reglas para la residencia permanente sin las estrictas divisiones étnicas y la violencia defendida por otras formas de nacionalismo étnico "de sangre y tierra".
Los nacionalanarquistas como Keith Preston defienden "una visión de cambio revolucionario que se centra en reemplazar los estados-nación centralizados con una diversa gama de entidades políticas de pequeña escala". Según Preston, el "anarcoplularismo" es "antiuniversalista" porque "rechaza la opinión de que existe un sistema 'correcto' de política, economía o cultura que es aplicable y mucho menos obligatorio para todas las personas en todo momento y en todos los lugares". Según esta opinión, "cualquier grupo de personas podría organizarse y gobernarse a sí mismas como quisiera, siempre que dejaran a otros grupos libres para hacer lo mismo. Estas unidades autónomas podrían basarse en la etnia, la religión, el género, la orientación sexual, filosofía política o práctica cultural". Para esos nacionalanarquistas, este es "el mejor método posible para evitar las tiranías y abusos de los estados dominantes del Leviatán, y acomodar las diferencias irreconciliables sobre cualquier número de asuntos que todas las sociedades contienen inevitablemente".
En términos de puntos de vista culturales y religiosos, los nacionalanarquistas están influenciados por el tradicionalismo radical y el racismo espiritual de Julius Evola, quien llamó a una "revuelta contra el mundo moderno". Los nacionalanarquistas tienen una visión pesimista de la cultura occidental moderna, pero creen con optimismo que "el declive de Occidente" allanará el camino para que su materialismo sea borrado y reemplazado por el idealismo de la tradición primordial. Aunque algunos se adhieren a una forma de identidad cristiana, la mayoría de sus miembros dentro del movimiento nacionalanarquista rechazan el cristianismo porque esos nacionalanarquistas creen que es una religión semítica que usurpó el legado racial "aria" del mitraísmo como la religión históricamente dominante y sistema moral de Occidente. Los nacionalanarquistas abrazan un anarquismo espiritual basado en diferentes formas de neopaganismo, ocultismo y la religión étnica del misticismo nacional, especialmente el paganismo racial nórdico, que ven como expresiones genuinas de la espiritualidad, la cultura y la identidad occidentales que también pueden servir como un antídoto para la sociedad, efectos alienantes de la cultura de consumo. Los nacionalanarquistas sostienen el separatismo racial y la revitalización cultural a través del establecimiento de las confederaciones de comunas autónomas neo-völkisch como la última barrera contra la mezcla racial globalizada y la homogeneización cultural.